# Didemnum globiferum
Didemnum globiferum är en sjöpungsart som beskrevs av Monniot 200. Didemnum globiferum ingår i släktet Didemnum och familjen Didemnidae. Inga underarter finns listade i Catalogue of Life.